# Mafalda (serie animata)
Mafalda è una serie animata ispirata all'omonimo fumetto creato da Quino, trasmessa dalla televisione argentina nel 1973.

## Trama
La serie parla di una bambina di nome Mafalda, che vive con i suoi genitori, e delle sue avventure quotidiane con i suoi amici.

## Personaggi e doppiatori
- Mafalda: Rina Morán e Susanna Klein (film) (ed. argentina), Simona Izzo (1º doppiaggio)[1] e Donatella Fanfani (2º doppiaggio) (ed. italiana)
- Susanita: Amalia Cherutti e Susana Sisto (film) (ed. argentina), Lisa Mazzotti (2º doppiaggio) (ed. italiana)
- Manolito: Cecilia Gispert e Paqui Balaguer (film) (ed. argentina), Enrico Maggi (2º doppiaggio) (ed. italiana)
- Felipe: Pelusa Suero e Cecilia Gispert (film) (ed. argentina), Paolo Torrisi (2º doppiaggio)
- Miguelito: Cecilia Gispert (ed. argentina), Daniela Fava (2º doppiaggio) (ed. italiana)
- Mamma di Mafalda: Nelly Hering (ed. argentina), Tullia Piredda (2º doppiaggio) (ed. italiana)
- Papà di Mafalda: Rolando Russo e Oscar Silva (film) (ed. argentina), Antonello Governale (2º doppiaggio) (ed. italiana)
- Padre di Manolito: Pietro Ubaldi (2º doppiaggio) (ed. italiana)

## Edizione italiana
In Italia, la serie è stata trasmessa per la prima volta dal 4 al 26 dicembre 1974 dal Programma Nazionale Rai, all'interno del programma Mafalda e la musica. In seguito, è stata trasmessa dallo stesso canale dal 6 novembre al 21 dicembre 1975, nel programma Mafalda e lo sport, e dal 7 novembre 1977 nel programma Teen. Negli anni ottanta è stata trasmessa da Italia 1 con un nuovo doppiaggio. A maggio 2010, la serie è stata distribuita con il secondo doppiaggio dalla Dynit in DVD e poi trasmessa da Ka-Boom, prima durante le prove tecniche dal 3 luglio 2013, poi ufficialmente dal 23 settembre dello stesso anno, ma esclusivamente durante gli spazi pubblicitari.

## Episodi
1. Mafalda e i suoi amici
2. Povero papà
3. Povera mamma
4. Incontro con Susanita
5. Incontro con Felipe
6. Il mondo di Mafalda
7. Mafalda e la mosca
8. Incontro con Manolito
9. Incontro con Miguelito
10. Papà va matto per le piante
11. Oh!... Mafalda
12. Tra poco comincia la scuola
13. Il primo giorno di scuola (prima parte)
14. Il primo giorno di scuola (seconda parte)
15. Manolito va a scuola (prima parte)
16. Manolito va a scuola (seconda parte)
17. Mafalda va a scuola
18. Felipe va a scuola
19. Il televisore (prima parte)
20. Il televisore (seconda parte)
21. Giocando nel parco (prima parte)
22. Giocando nel parco (seconda parte)
23. Mafalda, Susanita e il mondo
24. Manolito e il denaro
25. Felipe e il Cavaliere Solitario
26. Mafalda e suo padre
27. Giocando a scacchi (prima parte)
28. Giocando a scacchi (seconda parte)
29. Miguelito vuole essere grande... adesso!
30. È arrivata la primavera!
31. Buon Natale!
32. Buon anno!
33. La drogheria Don Manolo (prima parte)
34. La drogheria Don Manolo (seconda parte)
35. Susanita pensa al suo futuro
36. Mafalda e la politica internazionale
37. La festa della mamma
38. Susanita e i suoi figli
39. Mafalda e la zuppa (prima parte)
40. Mafalda e la zuppa (seconda parte)
41. Miguelito e la vita
42. Papà sta diventando vecchio
43. Oh Susanita, non piangere per me!
44. Mafalda e le notizie
45. Felipe contro Susanita
46. Manolito ha il singhiozzo
47. Mafalda, a dormire!
48. I sogni di Mafalda
49. L'affascinante Susanita
50. Il piccolo Miguelito
51. Le fantasie di Felipe
52. Mafalda e la pace

## Film
Nel 1982 è stato prodotto il lungometraggio cinematografico di montaggio Mafalda - Il film, diretto da Carlos D. Marquez, con musiche di Riz Ortolani e doppiato da un diverso cast. In Italia il film è stato distribuito direttamente in DVD da Dynit nel dicembre 2010, utilizzando il secondo doppiaggio televisivo.